# Granholm (vid Grundsö, Ingå)
Granholm är en ö i Finland. Den ligger i Finska viken och i kommunen Ingå i den ekonomiska regionen  Raseborg i landskapet Nyland, i den södra delen av landet. Ön ligger omkring 67 kilometer väster om Helsingfors.
Öns area är 19,9 hektar och dess största längd är 0,7 kilometer i sydväst-nordöstlig riktning.